# Mark-Georg Dehrmann
Mark-Georg Dehrmann (* 25. März 1975 in Langenhagen) ist ein deutscher Literaturwissenschaftler.

## Leben
Nach dem Abitur 1994 an der Leibnizschule Hannover studierte er von 1995 bis 2001 neuere deutsche Literatur, Philosophie, Nordamerikastudien und Editionswissenschaft an der Freien Universität Berlin und der Universität Venedig. Nach der Promotion 2007 zum Dr. phil. an der FU Berlin bei Hans-Jürgen Schings und der Habilitation 2012 an der Universität Hannover ist er seit 2017 Professor für neuere deutsche Literatur/Komparatistik an der HU Berlin.
Seine Forschungsschwerpunkte sind Geschichte des Epos, insbesondere ab 1800, Sprachenpolitik und Philologie von der Frühen Neuzeit bis in die Gegenwart, Wechselbeziehungen von Literatur und Geisteswissenschaften, Literatur und Geschichte, Wissenschaftsgeschichte der Geisteswissenschaften, Antikrezeption und Kulturtransfer, insbesondere England – Deutschland.
Mitte Juni 2024 forderte Dehrmann mit mehreren tausend weiteren Professoren und Dozenten den Rücktritt der Bildungs- und Forschungsministerin Bettina Stark-Watzinger aufgrund ihrer Erwägungen zur Kürzung von Forschungsmitteln für Hochschulangehörige, die sich zuvor gegen die Räumung eines propalästinensischen Protestcamps ausgesprochen hatten.

## Schriften (Auswahl)
- Produktive Einsamkeit. Gottfried Arnold, Shaftesbury, Johann Georg Zimmermann, Jacob Hermann Obereit, Christoph Martin Wieland. Hannover 2002, ISBN 3-932324-58-7.
- Das „Orakel der Deisten“. Shaftesbury und die deutsche Aufklärung . Göttingen 2008, ISBN 978-3-8353-0233-4.
- Studierte Dichter. Zum Spannungsverhältnis von Dichtung und philologisch-historischen Wissenschaften im 19. Jahrhundert. Berlin 2015, ISBN 3-11-037495-1.
- Die Hamburger Druckerei von Johann Joachim Christoph Bode (1767–78) und Gotthold Ephraim Lessing (1767–69). Mit einem Verzeichnis der Drucke. Hannover 2020, ISBN 3-86525-733-X.